# Обжиговая машина

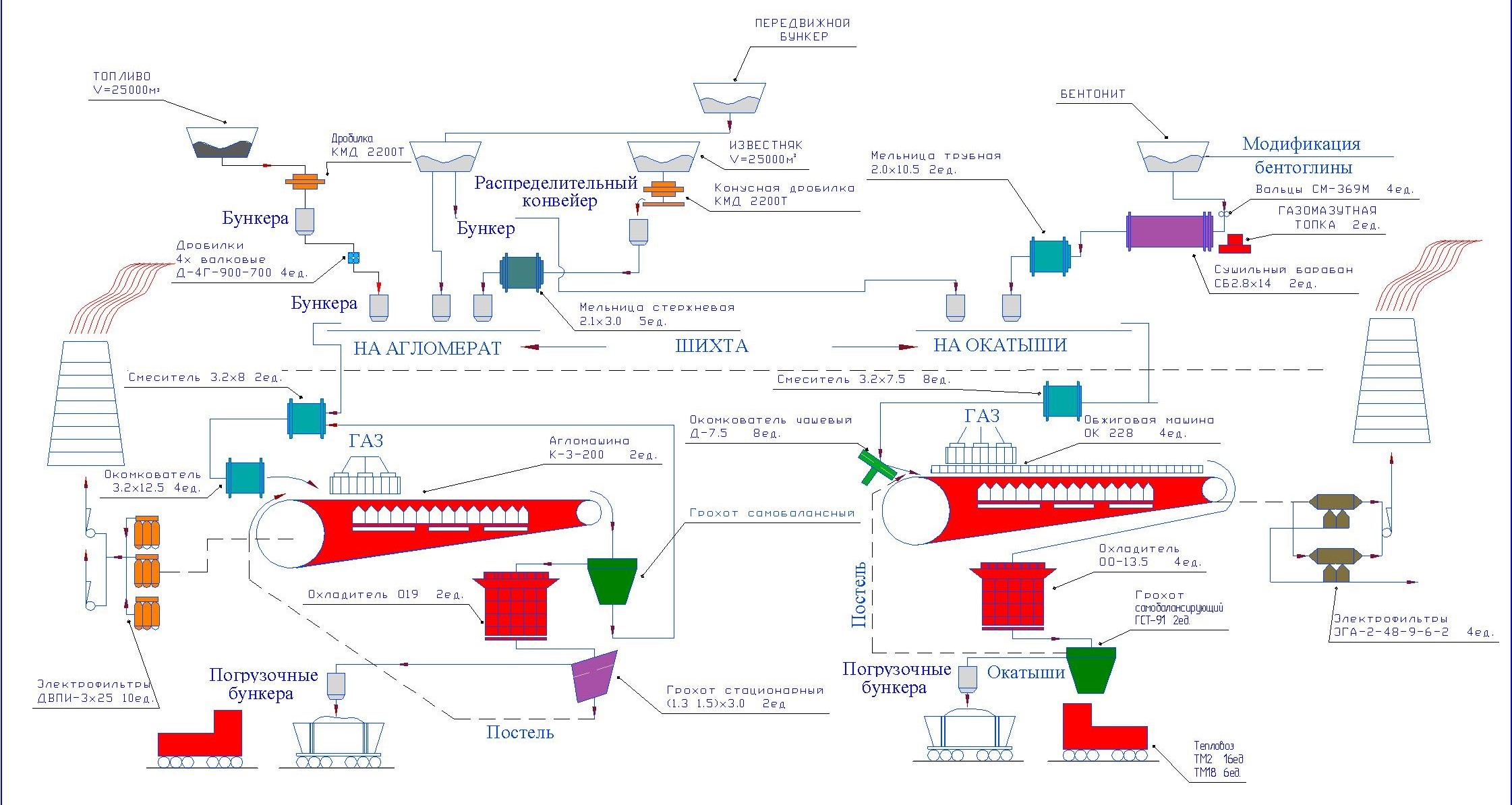
Схема процессов окускования

О́бжиговая маши́на — металлургический агрегат для производства окатышей. В настоящее время эксплуатируются, как правило, обжиговые машины конвейерного типа.

## История
Первая промышленная обжиговая машина площадью 93,7 м2 была запущена в США на фабрике Сильвер-Бэй в 1955 году. Обжиг окатышей производился за счёт горения твёрдого топлива, накатанного на их поверхность. В настоящее время температурная обработка сырых окатышей производится продуктами горения жидкого и газообразного топлива. В СССР работы по созданию обжиговых конвейерных машин начались в конце 1950-х. Опытные работы выполнялись на опытных установках Соколовско-Сарбайского ГОКа (г. Рудный, Казахстан) и Центрального ГОКа (г. Кривой Рог, Украина).
Началом промышленного производства железорудных окисленных окатышей в СССР следует считать 26 мая 1964 года, когда на Соколовско-Сарбайском ГОКе была запущена в производство первая обжиговая машина ОК-2-108 рабочей площадью 108 м2 и производительностью 700 тыс. тонн обожжённых окатышей в год.
Техническое задание на проектирование первой обжиговой машины было выдано институтом «Механобр» (Ленинград). На Уралмашзаводе в конструкторском отделе горнорудного и доменного машиностроения, руководимого главным конструктором В. Р. Кубачеком, в конце пятидесятых годов двадцатого столетия были начаты работы по проектированию первой обжиговой машины. Руководить проектированием было поручено руководителю группы М. Х. Фастовскому. Проектирование велось трудно, так как не было опыта создания подобных машин, работающих при высоких температурных условиях. К 1959 году первая машина ОК-1-108 с комплексом оборудования для изготовления сырых окатышей была спроектирована. Финансирование работ было поручено комбинату КМАруда. Но первая спроектированная машина не вышла в свет из-за прекращения финансирования.
В 1960 году институт Гипроникель запросил возможность создания обжиговых машин для упрочняющего обжига окатышей из никелевых концентратов комбината Печенганикель г. Заполярный Мурманской обл. На базе обжиговой машины ОК-1-108 были спроектированы в короткий срок обжиговые машины ОК-1-72 рабочей площадью 72 м2 и производительностью 310 тыс. тонн окатышей в год. Кроме того, были спроектированы чашевые окомкователи с диаметром чаши 5,5 м. Две обжиговые машины ОК-1-72 и четыре чашевых окомкователя были изготовлены на Уралмашзаводе в 1962—1963 годах, но смонтированы и запущены в производство были только в 1965 году из-за неготовности строительных конструкций.
В 1961 году Соколовско-Сарбайский горно-обогатительный комбинат заказал проект и изготовление модернизированной обжиговой машины ОК-2-108. В 1961—1963 годах было спроектировано и изготовлено две таких машины, а первая из них была запущена 26 мая 1964 года.
С 1962 по 1970 год на Уралмаше было изготовлено 24 обжиговых машины площадью 108 м2, 48 барабанных окомкователей и 52 чашевых окомкователя диаметром 5,5 м.
Одновременно с пуском в работу обжиговых машин совершенствовалась технология обжига окатышей. Над ней работали институты: Механобр (Ленинград), Уралмеханобр, ВНИИМТ, Механобрчермет (Кривой Рог), предприятие Уралэнергочермет. Для повышения экономичности производства обожжённых окатышей необходимо было усовершенствовать тепловую схему обжиговой машины. По усовершенствованной тепловой схеме, разработанной предприятием Уралэнергочермет, Уралмашзаводом была спроектирована обжиговая машина второго поколения ОК-1-306 площадью 306 м2 и производительностью 2,15 млн тонн окатышей в год. В конструкцию этой машины были заложены новые технические решения, позволяющие лучше использовать тепло технологических газов, благодаря их рециркуляции. Такие обжиговые машины были изготовлены в 1973—1977 годах на Уралмашзаводе и поставлены: 2 машины на Северный горно-обогатительный комбинат, 4 машины на Лебединский горно-обогатительный комбинат.
В 1972 году была спроектирована обжиговая машина ОК-1-520 третьего поколения, площадью 520 м2 и производительностью 3,1 млн тонн окатышей в год. В конструкцию этой машины были внедрены новые технические решения, позволившие значительно повысить её надежность и экономичность. Две обжиговые машины ОК-1-520 были изготовлены на Уралмашзаводе, поставлены на Михайловский ГОК и введены в промышленное производство в 1976—1977 годах. Вместе с машинами были изготовлены 13 барабанных окомкователей и 4 грохота для обожжённых окатышей.
В 1978 году, используя новые жаропрочные материалы, была спроектирована обжиговая машина ОК-2-520/536 для Костомукшского ГОКа рабочей площадью 536 м2, производительностью около 3,0 млн тонн в год окисленных обожжённых окатышей из сернистых железных руд. В 1982—84 годах Уралмашзаводом были изготовлены три обжиговые машины ОК-2-520/536. В эти же годы они были смонтированы и введены в промышленное производство.
В 1978 году конструкторы Уралмашзавода разработали проект крупнейшей обжиговой машины ОК-1-780/810 рабочей площадью 810 м2 и производительностью 5—6 млн тонн в год обожжённых окатышей. Но из-за отсутствия заказов проект не был реализован.
В 1984 году была спроектирована обжиговая машина ОК-3-520/536 рабочей площадью 536 м2, предназначенная для обжига окатышей из фосфоритов месторождения Каратау. Эту машину заказало Министерство по производству минеральных удобрений. Предполагалось изготовить три обжиговые машины для Каратауского химзавода. Одна машина была изготовлена в 1985 году и введена в промышленное производство в 1989 году. Но в связи с невостребованностью фосфоритных окатышей производство было остановлено.
В 1985 году были выполнены проекты обжиговых машин ОК-1-228 рабочей площадью 228 м2, предназначенных для замены обжиговых машин ОК-6-108 Качканарского горно-обогатительного комбината. Четыре эти машины были изготовлены на Уралмашзаводе в 1986—1990 годах и введены в промышленное производство в 1987—1993 годах. В 1989 году были спроектированы обжиговые машины ОК-1-324/336Ц рабочей площадью 336 м2, предназначенные для замены обжиговых машин ОК-5-108 Центрального горно-обогатительного комбината, и ОК-1-306С рабочей площадью 306 м2, для замены обжиговых машин площадью 278,25 м2 Северного горно-обогатительного комбината. На Уралмаше изготовили две обжиговые машины ОК-1-324/336Ц. Одна из них была смонтирована и введена в производство в 1995 году, вторая машина не была установлена из-за отсутствия финансирования.
В 1986 году был выполнен проект обжиговой машины ОК-1-560/576, рабочей площадью 576 м2, для Криворожского горно-обогатительного комбината окисленных руд. Для изготовления машин чертежи Уралмашзавода были переданы в Румынию. Там были изготовлены три машины, две из них монтировались в Долинске, но монтаж не был закончен в связи с отсутствием финансирования.
В 1990—1994 гг. были спроектированы обжиговые машины ОК-1-120ГС, рабочей площадью 120 м2, для безотходной технологии переработки горючих сланцев производственного объединения «Ленинградсланец»; ОК-1-108Д рабочей площадью 108 м2, предназначенной для обжига окатышей из хромовых руд Донского месторождения, г. Хромтау; ОК-1-315Л рабочей площадью 315 м2. Все они не были изготовлены.

## Принцип действия конвейерной обжиговой машины

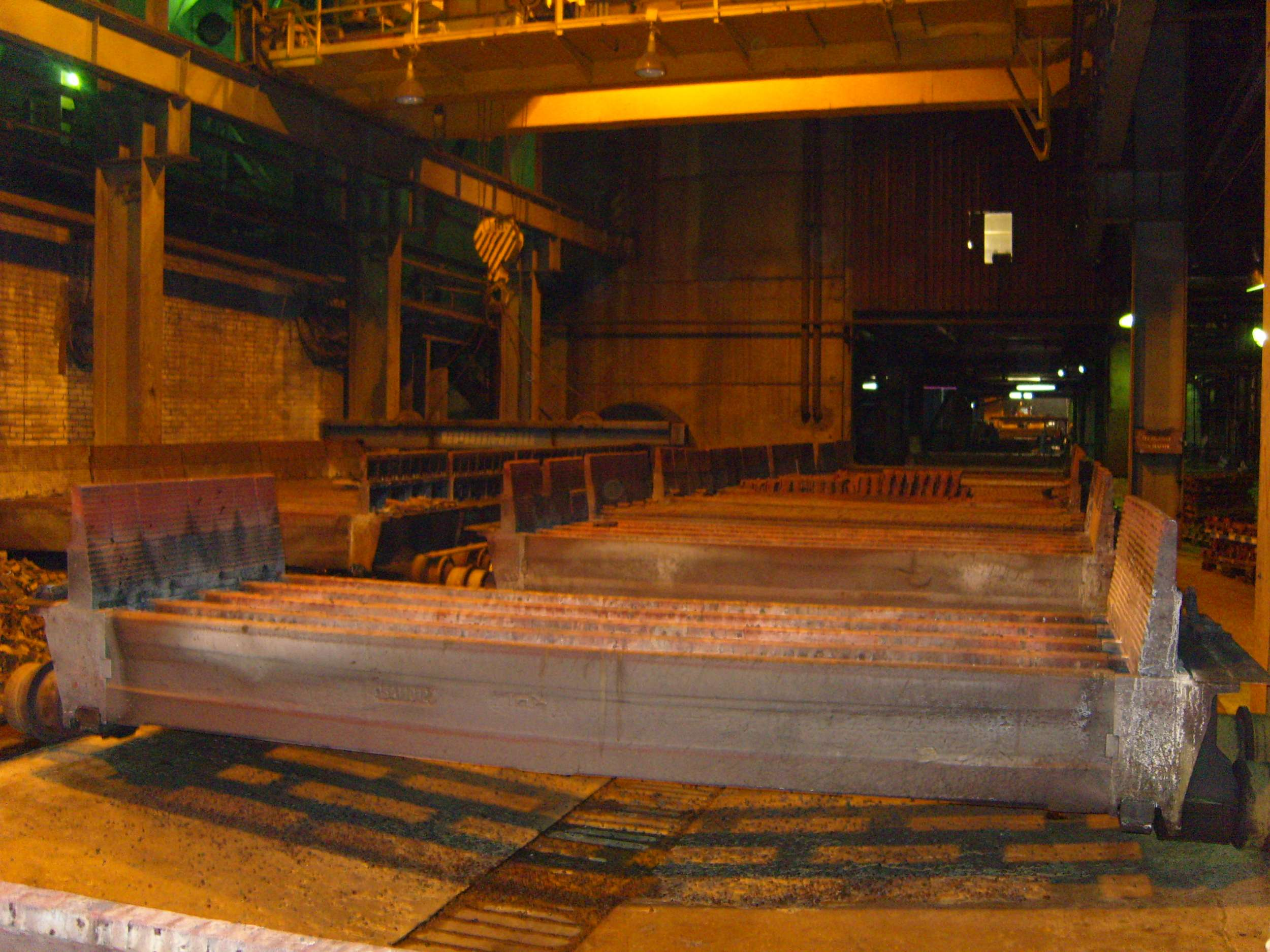
Обжиговая тележка (палета)

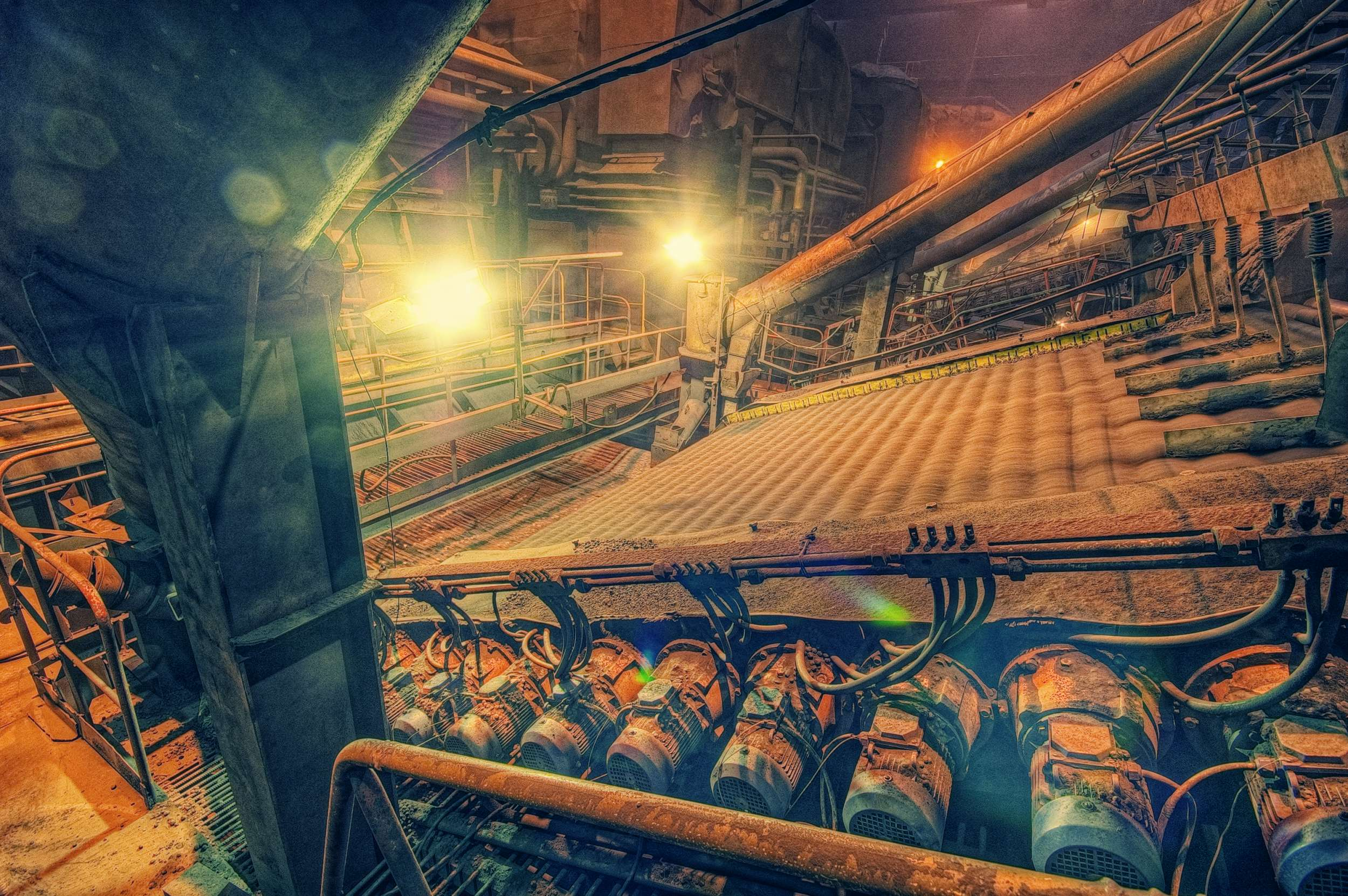
Роликовый питатель для загрузки сырых окатышей на обжиговые тележки

Конвейерная машина по устройству аналогична агломерационным машинам ленточного типа, но приспособлена для работы при более высоких температурах. Отходящие газы отсасываются не одним эксгаустером, как при агломерации, а несколькими. В соответствии с технологией процесса обжига для лучшего использования тепла машина разделена на технологические зоны, перекрытые сверху специальными секциями горна. Тепловой режим в каждой секции устанавливают, как правило, независимо от режима других секций. Газы из каждой зоны отсасываются отдельными дымососами. Обычно конвейерная машина состоит из следующих зон: сушки (одна или две секции), подогрева, обжига (от одной до трёх секций), рекуперации и охлаждения.
Схема газопотоков, принятая для большинства конвейерных обжиговых машин, предусматривает реверс теплоносителя в зоне сушки, устройство двух зон охлаждения и прямой переток из первой зоны охлаждения в зоны подогрева, обжига и рекуперации. Нагретый воздух из колпака второй зоны охлаждения подается в первую зону охлаждения для прососа его сверху вниз и по мере необходимости в горелки зон сушки, подогрева, обжига и рекуперации.
Для подогрева до температуры обжига на конвейерных машинах применяется газообразное или жидкое топливо. Сжигание может осуществляться как в слое окатышей, так и над ним. По длине машина разделена на зоны сушки, подогрева, обжига и охлаждения. Горелки, как правило, устанавливаются над зонами сушки, подогрева и обжига.
Рекуперация осуществляется таким образом, что холодный воздух, нагнетаемый вентилятором, проходит снизу через зону охлаждения, где подогревается приблизительно до 400 °С, а затем следующим вентилятором нагнетается в зоны подогрева и обжига. В этих зонах воздух просасывается через слой сверху и выпускается в атмосферу. Поскольку распределение температур по высоте слоя сырых окатышей является неравномерным и над первыми камерами может происходить конденсация водяных паров из газовой фазы. Переувлажненные окатыши обладают низкой прочностью, деформируются и разрушаются, то есть ухудшают газопроницаемость слоя и, как следствие, качество окатышей. В этом случае на обжиговой машине организуется зона предварительной сушки.
При высоте слоя окатышей 300—500 мм, как правило, сушка проводится в течение 4—7 мин при температурах 175—400 °С потоком газа, подводимым снизу. Расход газа на сушку составляет 90—120 м3/м2. Если сушка осуществляется потоком газа, подводимым сверху, то температуру сушки поддерживают на уровне 150—340 °С.
При увеличении диаметра окатыша увеличивается его термическая массивность, вследствие чего при одинаковых условиях нагрева окатыши большего размера имеют большую разницу температур по сечению и меньшую среднемассовую температуру. При короткой выдержке окатышей при оптимальной температуре обжига образуется неравномерное температурное поле, которое является причиной неодинаковой степени окончания процесса упрочнения. Повышения качества окатышей при неизменном объёме производства достигают распределением материала на ленте: размер окатышей должен уменьшаться от верхнего слоя к нижнему.
Производительность обжиговых лент зависит от размера площади прососа, от типа обрабатываемого материала и колеблется от 1500 до 6 000 т/сут.

## Классификация
По принципу действия и агрегатному исполнению выделяют следующие виды обжиговых машин:
- конвейерные
- шахтные
- комбинированные агрегаты (решётка — трубчатая печь).

## Основные узлы

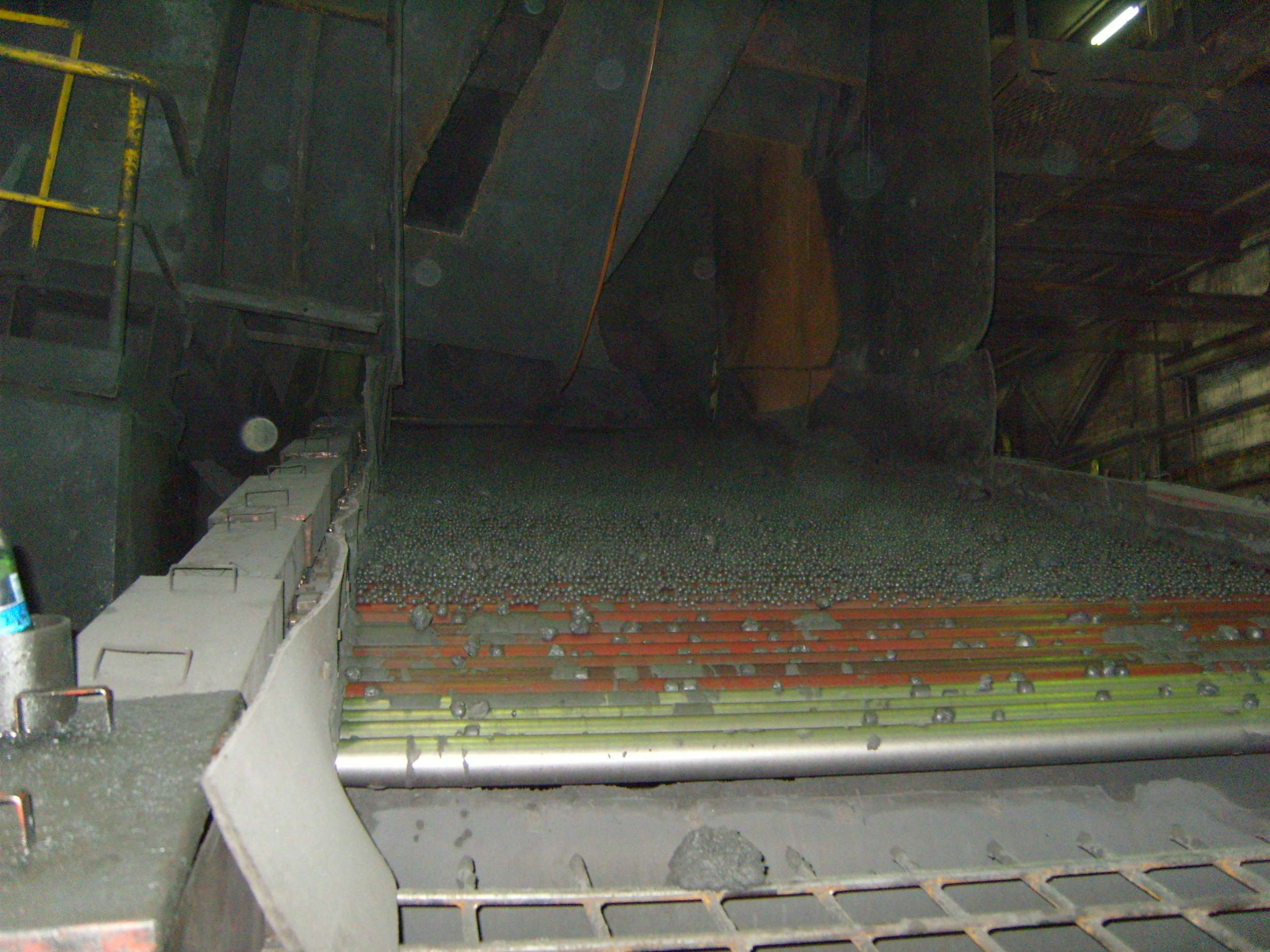
Роликовый грохот для классификации сырых окатышей перед загрузкой на обжиговую машину

В зависимости от особенностей производства в комплекс обжиговой машины конвейерного типа могут входить
- грохот сырых окатышей
- обжиговые тележки (палеты)
- отопительный горн
- охладитель
- вакуум-камеры
- тяго-дутьевое оборудование.

Оборудование для окомкования (грануляторы), как правило, вынесено в отдельный участок.
Наиболее дорогостоящей и тяжелой частью конвейерной машины являются обжиговые тележки (палеты), составляющие 60—70 % её массы и изготавливаемые из легированных жаропрочных сталей. Стойкость палеты лимитирует её ширину, а следовательно, и площадь машины. Проблему стойкости палет решают путём создания тележки с составным корпусом, разделенным по высоте на 2—3 части, и применения донной и бортовой постели из обожжённых окатышей. Колосники обжиговых тележек выполняют из чугуна, углеродистых сталей, высоколегированных хромоникелевых сталей (25—30 % Cr 3—15 % Ni).